# Brachflächen am Großen See
Die Brachflächen am Großen See sind ein geschützter Landschaftsbestandteil von knapp einem Hektar Größe im unterfränkischen Landkreis Kitzingen in Bayern. Dieses Gebiet wurde am 5. März 1992 als Schutzgebiet ausgewiesen.

## Geographische Lage
Das Schutzgebiet liegt ausschließlich im Steigerwaldvorland. Der geschützte Landschaftsbestandteil Brachflächen am Großen See liegt zwischen den Orten Wiesentheid und Feuerbach in der Gemeinde Wiesentheid im unterfränkischen Landkreis Kitzingen. Nordwestlich befindet sich die Waldabteilung Klingenholt, südlich liegt mit dem Heimbachtännig ebenfalls ein Waldgebiet. Der nächstgelegene Ort ist Wiesentheid. Das Gebiet erstreckt sich entlang des Wiesentheidweihers.

## Zonierung und Schutzstatus
Das im Jahr 1992 ausgewiesene Gebiet ist als geschützter Landschaftsbestandteil definiert und besteht aus einer Teilfläche. Innerhalb des Schutzgebietes befindet sich das Biotop „Schilfröhrichtsäume an Teich und Graben östlich von Feuerbach“ mit der Nummer 6227-1082. Innerhalb dieses Biotops ist der Biotoptyp „Großröhrichte“ vertreten. Geschützt werden sollen die Brachflächen entlang des Gewässers.

## Beschreibung und Artnachweise
Das Biotop innerhalb des geschützten Landschaftsbestandteils wird als Gebiet beschrieben, das von einem Schilfröhrichtsaum umrandet wird. Dieser Saum variiert in der Tiefe von 2–3 Metern, erweitert sich aber am Ostufer auf bis zu 8 Meter. Am Südufer gibt es einige Lücken im Schilfröhricht, während im Südwesten das Röhricht durch herabgefallene Pappel-Bruchholzäste durchbrochen ist. Kleine Sumpf-Seggenriedstreifen sind ebenfalls vorhanden. Aufgrund der trüben Wasserqualität des Teichs lässt sich das Gewässer selbst nicht klar erfassen. Der See ist etwa vier Hektar groß und war möglicherweise eine frühere Sandabgrabung. Er besitzt einen Zugangssteg am Nordwestufer. Im Biotop wurden keine bedeutenden Arten nachgewiesen, die entweder auf der Roten Liste Bayerns oder der Roten Liste Deutschlands verzeichnet sind. Vorzufinden sind dort Sumpf-Segge, Schilf, Kratzbeere, Schwarzer-Holunder, Sal-Weide und Große Brennnessel. Das Gebiet unterliegt keiner wirtschaftlichen Nutzung.